# 马林塔尔 (纳米比亚)

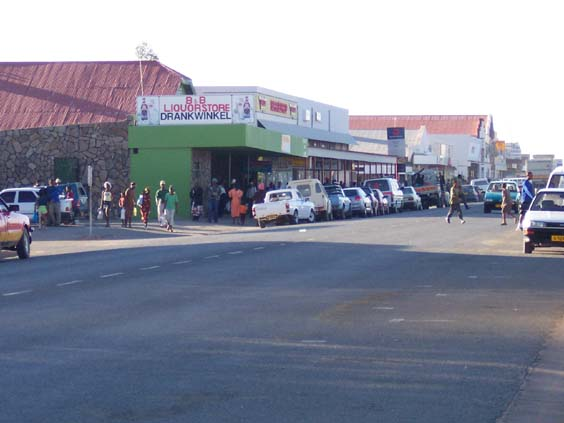
Mariental

马林塔尔（Mariental），是纳米比亚南部一小城，位于泛纳米布铁路上，临鱼河，为地区交通和贸易中心，也是哈达普区首府。马林塔尔附近的鱼河上建有哈达普大坝，其形成的哈达普大坝水库面积25平方公里，是纳米比亚最大的湖泊。